# Снајпериста (филм из 1993)
Снајпериста (енгл. Sniper) је акциони трилер филм Луиса Љосе из 1993. године. У филму глуме Том Беринџер, Били Зејн и Џеј Ти Волш.

## Радња
Томас Бекет (Беринџер) је искусни снајпериста обавештајних служби америчког маринског корпуса (FORECON). Након што је изгубио неколико посматрача на борбеним мисијама, распоређен је као партнер неискусном цивилном снајперисту Ричарду Милеру (Зејн). Њихов циљ је да униште генерала Мигела Алвареза, који предводи побуњенике које финансира нарко-бос Раул Очоа.
Милер је неискусан и слабе воље, цивилни освајач сребрне олимпијске медаље, без убистава. На путу до места за стажирање, хеликоптер у којем је био напао је герилац наоружан митраљезом, који убија тројицу од шесторице који су седели у хеликоптеру. Милер брзо скупља пушку и циља у стрелца, али не може да се натера да повуче окидач. На срећу, умирући митраљезац из хеликоптера убија герилца, упркос његовим ранама.
Када се Бекет и Милер искрцају, сукобљавају се око Бекетовог инсистирања на одступању од плана који је Милер добио, али највише зато што Милер (номинално шеф тима) нема искуства или способности за операције у џунгли. Убрзо наилазе на групу Индијанаца који пристају да их воде поред побуњених герилаца у замену за услугу. Они желе да тим убије „Хирурга”, мајстора мучитеља који ради са побуњеницима и наведен као секундарна мета.
Бекет пристаје и обавештава Милера да је убиство поверено њему - генерал је договорио састанак са нарко босом, што тиму даје прилику да убије обојицу. Али Бекет није сигуран у Милеров кредибилитет. Милер доказује своје право намерно промашивши циљ. Један од Индијанаца је убијен у узвратној ватри побуњеника, а они одбијају да даље помажу тиму. Успут, екипа проналази камп где откривају леш свог контакт свештеника са карактеристичним рукописом Хирурговог мучења. Убрзо након тога, протагонисте открива побуњенички снајпериста наоружан СВД-ом који је ловио Бекета, његовог бившег ментора. Бекет користи Милера као мамац да лоцира непријатељског снајперисту, али га убија пре него што Милеру нанесе било какву штету. Због овог чина, Милер пада у бес.
Тим стиже до генералове хацијенде и заузима положаје. Док чекају да се мете појаве, Милер је на видику. Бекет убија герилца који је приметио Милера у борби прса у прса, док сам Милер пуца и убија наркобоса Очоу. Када се упознају, Бекет инсистира на повратку - треба да убију Алвареза. Милер одбија и као резултат свађе, напада Бекета. Током дугог „лова” на Бекета, Милеру понестаје муниције, а млади снајпериста долази к себи. Бекет покрива повлачење свог партнера, али је заробљен од стране побуњеника. Пре него што буде ухваћен, Бекет успева да избаци један од преосталих метака из коморе своје пушке.
Пратећи примљено наређење да се Бекет уништи ако не испуни задатак, Милер га прати до побуњеничког логора, подижући једину патрону коју је старији наредник бацио са земље. Унутра проналази генерала и убија га ножем, затим види свог партнера, којег у том тренутку мучи Хирург, како му Бекету жицом пресече тетиве кажипрста. Он циља на снајперисту. Бекет то примећује и тражи од Милера да их обојицу убије једним ударцем. Али уместо тога, Милер убија хирурга и ослобађа Бекета. Тим стиже до тачке извлачења и напушта џунглу, док Бекет користи Хирургов пиштољ да убије једног од стрелаца који јуре Милера, и тако спасе живот свом партнеру.

## Улоге
- Том Беренџер као Томас Бекет
- Били Зејн као Ричард Милер
- Џеј Ти Волш као Честер Ван Дам
- Аден Јанг као Даг Папич
- Фредерик Мираглиота као генерал Мигел Алварез
- Карлос Алварез као Раул Очоа